# 21 août
Pour les articles homonymes, voir Vingt-et-Un-Août.
21 juillet 21 septembre
Chronologies thématiques
- Croisades
- Ferroviaires
- Sports
- Disney
- Anarchisme
- Catholicisme

Abréviations / Voir aussi
- (° 1852) = né en 1852
- († 1885) = mort en 1885
- a.s. = calendrier julien
- n.s. = calendrier grégorien
- Calendrier
- Calendrier perpétuel
- Liste de calendriers
- Naissances du jour

Le 21 août ou 21 aout est le 233e jour de l'année du calendrier grégorien, 234e lorsqu'elle est bissextile, il en reste ensuite 132.
C'était généralement le 4 fructidor du calendrier républicain ou révolutionnaire français, officiellement dénommé jour de l'escourgeon (une variété d'orge célébrée sous un autre nom trois jours plus tard).

## Événements

### XIIesiècle
- 1140 : le général de la dynastie Song, Yue Fei, défait une armée dirigée par le général de la dynastie Jin, Wuzhu (en), à la bataille de Yancheng (en), pendant la guerre Jin-Song.
- 1192 : Minamoto no Yoritomo devient Sei-i Taishōgun, et le souverain de facto du Japon.

### XVesiècle
- 1415 : victoire de Jean Ier de Portugal, à la bataille de Ceuta, sur le sultanat de Marrakech.

### XVIIesiècle
- 1680 : les Indiens Pueblos prennent Santa Fe, pendant la rébellion de Popé.
- 1689 : victoire orangiste, à la bataille de Dunkeld, lors des rébellions jacobites.

### XVIIIesiècle
- 1745 : la future Catherine II de Russie épouse le futur tsar Pierre III à Saint-Pétersbourg (date dans le calendrier julien alors en vigueur en Russie).

### XIXesiècle
- 1808 : victoire alliée à la bataille de Vimeiro pendant la première invasion napoléonienne du Portugal.
- 1821 : l'île Jarvis est découverte par l'équipage de l'Eliza Frances.
- 1831 : début d'une violente révolte dans le comté de Southampton, en Virginie, dirigée par l'ancien esclave noir Nat Turner. Cette insurrection sanglante d'esclaves entraîne une répression, légale et illégale, encore plus sanglante, et l'émergence de nouvelles lois dans les États du Sud, plus contraignantes encore pour les esclaves.
- 1849 : discours d’ouverture du second congrès de la paix par Victor Hugo à Paris.
- 1852 : destruction de Fort Selkirk par les Tlingits.
- 1858 : le premier débat opposant Abraham Lincoln à Stephen A. Douglas a lieu à Ottawa dans l'Illinois.
- 1863 : le village de Lawrence dans le Kansas est détruit et ses habitants massacrés par les miliciens de William Quantrill favorables à la Confédération.
- 1879 : apparition mariale de Knock, dans le village de Knock, en Irlande[2].
- 1891 : bataille de Concón (guerre civile chilienne), victoire des troupes du Congrès.

### XXesiècle
- 1911 : l'empereur Guillaume II déclare, dans un discours prononcé à Hambourg, que la marine impériale « assurera à l'Allemagne une place au soleil. »
- 1914 : début de la bataille de Charleroi.
- 1918 : début de la Seconde Bataille de la Somme.
- 1942 : bataille de Tenaru.
- 1944 : 
  - ouverture de la conférence de Dumbarton Oaks, laquelle jette les bases de l'Organisation des Nations unies et de ses institutions.
  - lors de la bataille de Normandie, des unités canadiennes et polonaises s'emparent de la ville stratégique de Falaise, où se trouvait une poche de résistance de la 7e armée allemande.
  - Libération de Mont-de-Marsan (Landes) par les maquisards de Léonce Dussarrat.
- 1959 : Hawaï devient le 50e État des États-Unis.
- 1967 : Catastrophe de Martelange à la frontière belgo-luxembourgeoise, 22 morts et 47 blessés.
- 1968 : invasion de la Tchécoslovaquie (Printemps de Prague).
- 1974 : libération des prisonniers politiques en application de la loi d'amnistie adoptée par le nouveau régime civil grec promulguée par le gouvernement de Konstantínos Karamanlís après la chute du régime des colonels .
- 1979 : accords de Lagos (Tchad).
- 1991 : la Lettonie retrouve son indépendance, 46 ans après son intégration à l'Union soviétique.
- 1993 : Redha Malek devient Premier ministre de l'Algérie.
- 1994 :  évacuation des derniers soldats français stationnés au Rwanda dans le cadre de l'opération Turquoise.

### XXIesiècle
- 2005 : trois jours de pluies torrentielles provoquent des inondations importantes, dans le centre et le sud de l'Europe (Suisse, Autriche, Roumanie et Bulgarie), causant la mort de près de 35 personnes.
- 2013 : massacre de la Ghouta, lors de la guerre civile syrienne.
- 2014 :
  - Prayuth Chan-ocha, ancien commandant en chef de l’armée royale thaïlandaise, devient officiellement premier ministre de Thaïlande.
  - en Turquie, le président de la République, Recep Tayyip Erdoğan, annonce qu'il nomme Ahmet Davutoğlu premier ministre.
- 2019 : l'Armée arabe syrienne et ses alliés s'emparent complètement de la ville de Khan Cheikhoun, après que les rebelles syriens, qui l'ont occupée pendant plus de cinq ans, s'en sont retirés la veille.
- 2021 : en Malaisie, Ismail Sabri Yaakob est nommé Premier ministre[3].

## Arts, culture et religion
- 959 : Éracle devient le 25e évêque de Liège.
- 1857 : l'auteur des Fleurs du mal, Baudelaire, et ses éditeurs, sont condamnés à des amendes, et le recueil est amputé de six poèmes pour cause d'immoralité.[pourquoi ?]
- 1911 : vol de La Joconde (par Vincenzo Peruggia, saura-t-on plus tard, un ouvrier italien travaillant au Louvre).
- 2009 : Inglourious Basterds, un film de guerre écrit et réalisé par Quentin Tarantino, avec Brad Pitt en vedette, sort pour la première fois en salles, aux États-Unis, où il est acclamé par la critique et le public.
- 2020 : en Turquie, à Istanbul, l'ancienne église byzantine Saint-Sauveur-in-Chora, transformée en musée, est convertie en mosquée[4].

## Sciences et techniques
- 1945 : le physicien Harry Daghlian Jr. est mortellement irradié, dans un accident de criticité qu'il a lui-même accidentellement provoqué, lors d’une expérience avec le « cœur de démon », au laboratoire national de Los Alamos.
- 2002 : premier tir de la fusée Atlas V avec à son bord le satellite Hot Bird 6.
- 2017 : une éclipse solaire totale est visible d'ouest en est, aux États-Unis d'Amérique.

## Économie et société
- 1986 : l'explosion du lac Nyos, au nord-ouest du Cameroun, libère environ un million de mètres cubes de dioxyde de carbone, et tue 1 746 êtres humains, ainsi que 3 500 animaux d'élevage.
- 1994 : le commandant de bord du vol 630 Royal Air Maroc déconnecte le pilote automatique de l'ATR 42 qu'il doit conduire à Casablanca, et fait volontairement s'écraser l'appareil, près d'Amskroud, tuant ainsi les 43 autres personnes à bord.
- 1995 : un Embraer EMB 120 tente de se dérouter vers l’aéroport régional de Géorgie de l’Ouest (en), après que son moteur gauche ait cessé de fonctionner, mais l’avion s’écrase dans le comté de Carroll, près de Carrollton, en Géorgie, tuant neuf des 29 personnes à bord.Le cofondateur François de Sales de l'ordre de la Visitation avec Jeanne de Chantal

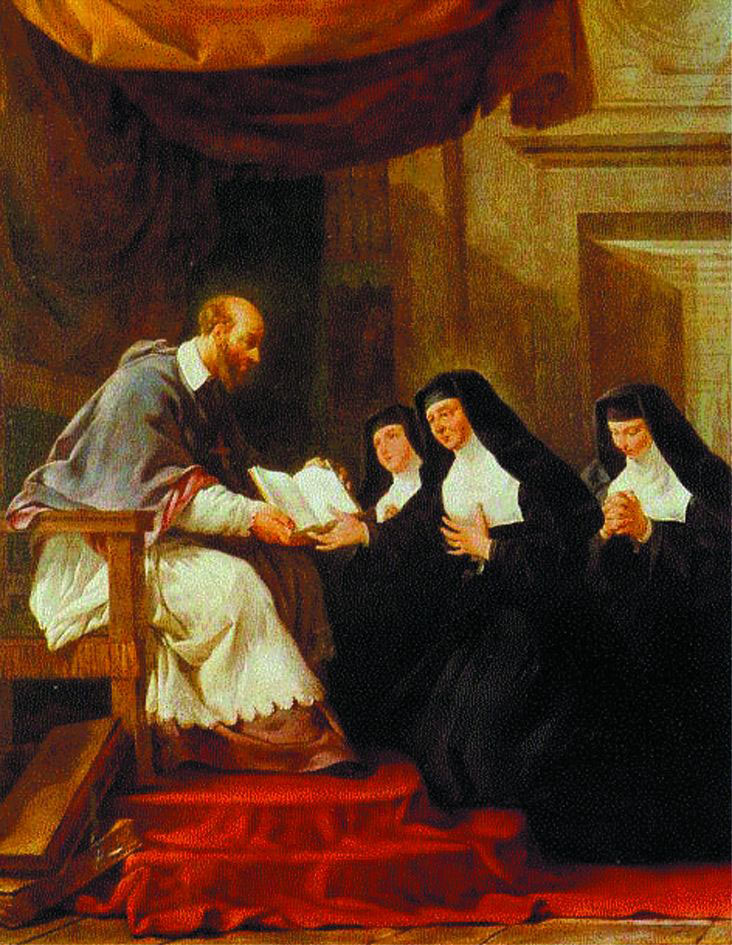
Le cofondateur François de Sales de l'ordre de la Visitation avec Jeanne de Chantal

## Naissances

### XIIesiècle
- 1165 : Philippe II dit Philippe Auguste, roi de France capétien direct de 1180 à 1223 († 14 juillet 1223).

### XVIesiècle
- 1567 : François de Sales, prélat savoyard, saint et docteur de l'Église catholique († 28 décembre 1622).

### XVIIesiècle
- 1665 : Giacomo Filippo Maraldi, mathématicien et astronome français († 1er décembre 1729).

### XVIIIesiècle
- 1706 : Pierre Nicolas Le Chéron d'Incarville, jésuite et botaniste français († 12 juin 1757).
- 1725 : Jean-Baptiste Greuze, peintre et dessinateur français († 21 mars 1805).
- 1739 : Charles Hyacinthe Leclerc de Landremont, général de division français († 26 septembre 1818).
- 1754 : William Murdoch, ingénieur, chimiste et inventeur écossais († 15 novembre 1839).
- 1765 : Guillaume IV, roi du Royaume-Uni de 1830 à 1837 († 20 juin 1837).
- 1789 : Augustin Louis Cauchy, mathématicien français († 23 mai 1857).
- 1798 :
  - François-Antoine Bossuet, peintre belge († 28 septembre 1889).
  - Jules Michelet, historien français († 9 février 1874).L'archiduc Rodolphe héritier de l'empire d'Autriche-Hongrie

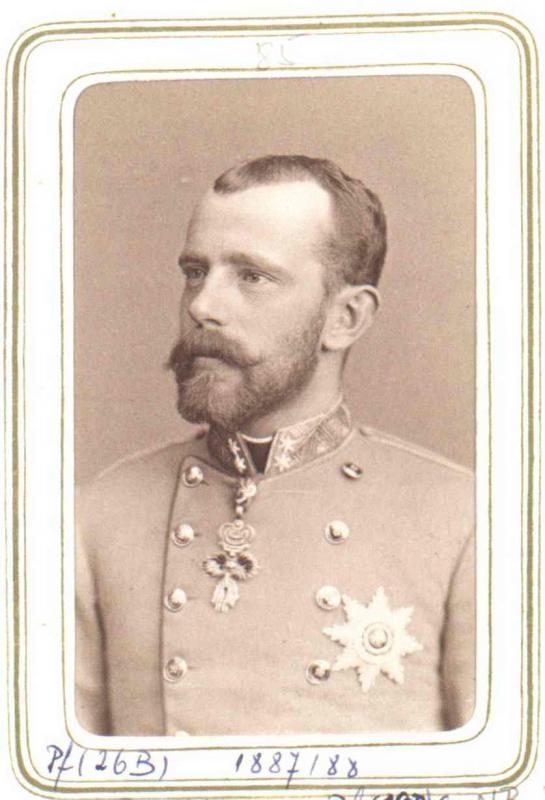
L'archiduc Rodolphe héritier de l'empire d'Autriche-Hongrie

### XIXesiècle
- 1811 : Joseph Derenbourg, historien et orientaliste franco-allemand († 29 mars 1895).
- 1816 : Charles Frédéric Gerhardt, chimiste français († 19 août 1856).
- 1826 : Karl Gegenbaur, anatomiste allemand († 14 juin 1903).
- 1848 : Paul-Pierre Henry, opticien et astronome français († 4 janvier 1905).
- 1853 : Émile Mayade, pilote automobile français († 18 septembre 1898).
- 1858 : Rodolphe de Habsbourg-Lorraine, archiduc-héritier d'Autriche-Hongrie († 30 janvier 1889).
- 1862 : Emilio Salgari, écrivain italien († 25 avril 1911).
- 1863 : Jules Destrée, homme politique belge, docteur en droit († 2 janvier 1936).
- 1871 : Onisaburō Deguchi, religieux japonais († 19 janvier 1948).
- 1872 : Aubrey Beardsley, illustrateur britannique († 16 mars 1898).
- 1882 : Rik Wouters, peintre fauviste belge († 11 juillet 1916).
- 1986 : Geovanny Vicente Romero, avocat, chroniqueur dominicain.
- 1892 : Charles Vanel, acteur français († 15 avril 1989).
- 1891 : Emiliano Mercado del Toro, citoyen portoricain, doyen de l'humanité en 2006 et 2007 († 24 janvier 2007).
- 1893 :
  - Lili Boulanger, compositrice française († 15 mars 1918).
  - Bugs Moran, gangster américain († 25 février 1957).
- 1900 : Roland Culver, acteur britannique († 1er mars 1984).

### XXesiècle

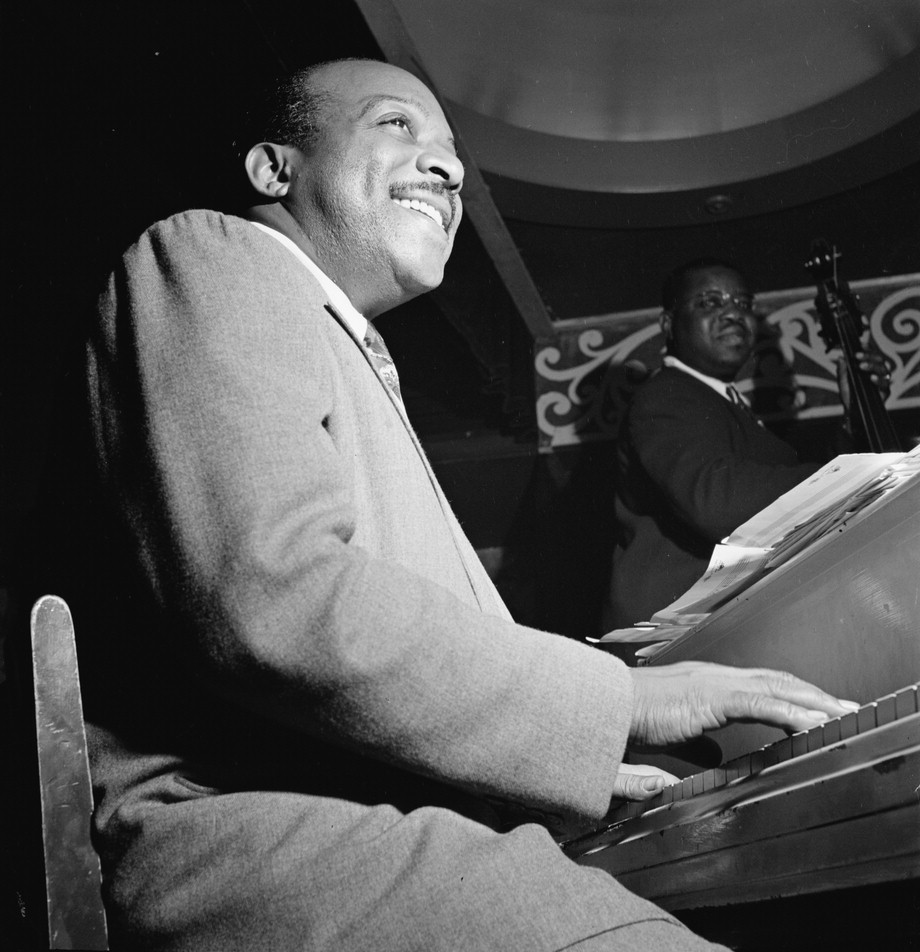
Count Basie au piano

- 1902 : Henry Muller, écrivain et journaliste français († 15 novembre 1980).
- 1904 :
  - Count Basie (William Basie dit), musicien américain († 26 avril 1984).
  - Léo Joannon, cinéaste français († 28 mars 1969).
- 1906 : Marcel Bleustein-Blanchet, publicitaire français († 11 avril 1996).
- 1908 : Mary Margaret Kaye, écrivaine indienne († 29 janvier 2004).
- 1909 :
  - Nikolaï Bogolioubov, mathématicien et physicien soviétique († 13 février 1992).
  - Douglas Dillon, secrétaire américain du Trésor et ambassadeur en France († 10 janvier 2003).
- 1912 : Toe Blake, joueur et instructeur canadien de hockey sur glace († 17 mai 1995).
- 1914 : René Mouchotte, aviateur français, mort pour la France († 27 août 1943).
- 1916 :
  - Bill Lee (William Lee dit), chanteur américain († 15 novembre 1980).
  - Consuelo Velázquez, pianiste et compositrice mexicaine († 22 janvier 2005).
- 1917 : Leonid Hurwicz, économiste américain († 24 juin 2008).
- 1918 : 
  - Jacques Monod, acteur français († 25 décembre 1985).
  - Billy Reay, joueur de hockey sur glace canadien († 23 septembre 2004).
- 1924 :
  - Jack Buck (John Francis Buck dit), commentateur sportif américain († 18 juin 2002).
  - Jack Weston, acteur américain († 3 mai 1996).
- 1925 : 
  - Jean Béranger, homme politique français († 17 janvier 1997).
  - Gert von Paczensky, journaliste et critique gastronomique allemand († 1er août 2014).
- 1926 : Marian Jaworski, prélat ukrainien († 5 septembre 2020).
- 1927 : Luce Aubertin, actrice française.
- 1928 : 
  - Art Farmer (Arthur Stewart Farmer dit), trompettiste de jazz américain († 4 octobre 1999).
  - Chris Brasher, athlète britannique, champion olympique du 3 000 m steeple († 28 février 2003).La princesse Margaret de Grande-Bretagne en 1965
- 1930 :

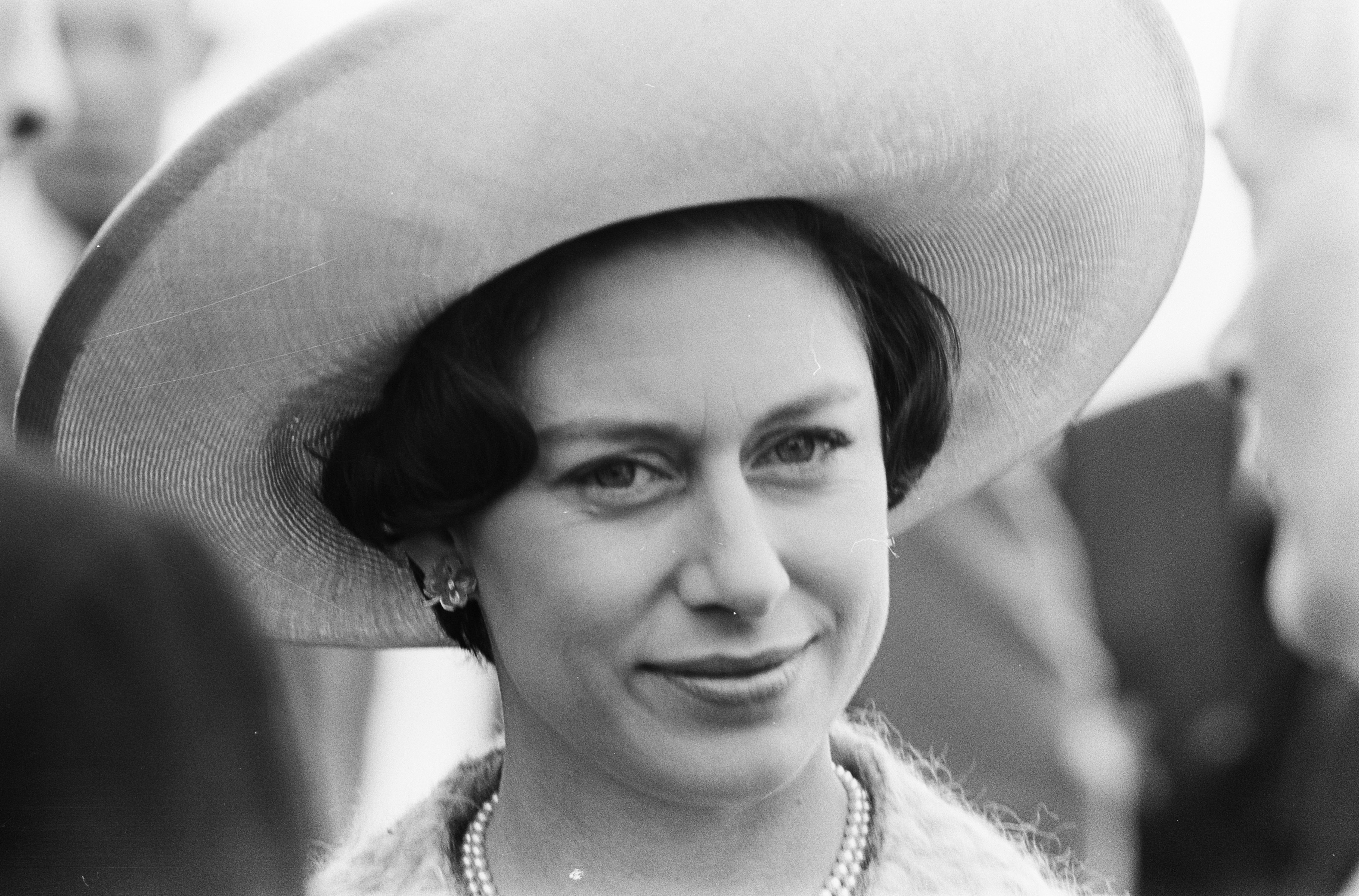
La princesse Margaret de Grande-Bretagne en 1965

  - Christiane Legrand, chanteuse et doublure vocale française († 1er novembre 2011).
  - Michel Malherbe, encyclopédiste français.
  - Margaret, princesse de Grande-Bretagne (photographie ci-contre et † le 9 février 2002).
  - Manolo Vázquez, matador espagnol († 14 août 2005).
- 1931 : 
  - Barry Foster, acteur britannique († 11 février 2002).
  - Michel Wyn, réalisateur français de télévision.
- 1933 : Janet Baker, mezzo-soprano britannique.
- 1934 :
  - Paul-André Meyer, mathématicien français († 30 janvier 2003).
  - Pierre Samot, homme politique français.
- 1936 :
  - Wilt Chamberlain, basketteur américain († 12 octobre 1999).
  - François Pinault, homme d'affaires français.
- 1937 :
  - Donald Dewar, solliciteur et homme politique écossais, premier ministre d’Écosse de 1999 à 2000 († 11 octobre 2000).
  - Robert Stone, écrivain américain († 10 janvier 2015).
- 1938 :
  - Ernie Maresca, chanteur, compositeur et producteur de musique américain († 8 juillet 2015).
  - Kenny Rogers, chanteur, compositeur et acteur américain († 20 mars 2020).
- 1939 :
  - James Burton, guitariste américain.
  - Festus Mogae, homme d'État botswanais.
- 1940 : 
  - François Bujon de l'Estang, diplomate puis consultant radiophonique français.
  - Patrice Laffont, animateur de radio, télévision et comédien français († 7 août 2024).
- 1943 : 
  - Lino Capolicchio, réalisateur, scénariste et acteur italien († 3 mai 2022)
  - Lucius Shepard, écrivain américain († 18 mars 2014).
- 1944 :
  - Jackie DeShannon, chanteuse et compositrice américaine.
  - Peter Weir, réalisateur australien.

- 1945 :

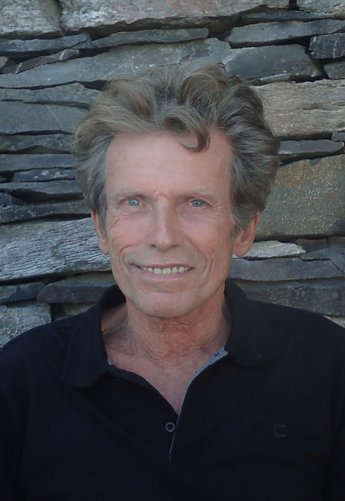
Francis Masse dit « Masse » en 2015

  - Claude Ancion, homme politique belge.
  - Jean-Pierre Delalande, homme politique français.
  - Gérard Manset, chanteur, peintre, photographe et romancier français.
- 1946 : Guy Coëme, homme politique belge.
- 1947 : Frédéric Mitterrand, écrivain, réalisateur, animateur de télévision et homme politique français († 21 mars 2024).
- 1948 : 
  - Tayeb Belaiz, homme politique algérien.
  - Philippe Magnan, acteur français.
  - Francis Masse, auteur de bande dessinée français.
- 1950 : Patrick Juvet, compositeur et chanteur suisse († 1er avril 2021).
- 1952 : Joe Strummer, chanteur et guitariste britannique († 22 décembre 2002).
- 1953 : Gérard Janvion, footballeur français.
- 1954 : 
  - Humbert Balsan, producteur français († 10 février 2005).
  - Didier Six, footballeur français.
- 1956 :
  - Kim Cattrall, actrice britannico-canadienne.
  - Laura Morante, actrice italienne.
- 1957 : 
  - Tignous (Bernard Verlhac dit), caricaturiste et dessinateur de presse français, collaborateur de Charlie Hebdo († 7 janvier 2015).
  - Bernard Zénier, footballeur français.
- 1958 : 
  - Matthew Dryke, tireur sportif américain, champion olympique.
  - Karen Scrivener, chercheuse anglaise dans le domaine des matériaux à base de ciment.
- 1959 : Catherine Mouchet, actrice française de théâtre et de cinéma.
- 1960 : Ángel Fernández Artime, prêtre, supérieur général des Salésiens.
- 1961 : Stephen Hillenburg, dessinateur, scénariste, et réalisateur américain († 26 novembre 2018).
- 1963 : Mohammed VI, roi du Maroc depuis 1999.
- 1964 : Martin Drainville, acteur québécois.
- 1965 :
  - Jim Bullinger, joueur de baseball américain.
  - Jean-Marc Mathis, scénariste de bande dessinée français.
- 1966 :
  - Miguel Ángel Heredia, homme politique espagnol membre du Parti socialiste ouvrier espagnol (PSOE).
  - Bernard Köllé, dessinateur de bande dessinée croate.
  - Ken Mehlman, avocat et homme politique américain
  - Fathallah Sijilmassi, homme politique marocain, secrétaire général de l'Union pour la Méditerranée depuis 2012.
  - Daniel Steiger, coureur cycliste suisse.
  - John Wetteland, joueur de baseball américain.
- 1967 :
  - Charb (Stéphane Charbonnier dit), dessinateur satirique et journaliste français, directeur de Charlie Hebdo († 7 janvier 2015).
  - Carrie-Anne Moss, actrice canadienne.
  - Serj Tankian, musicien américain.
- 1968 : Franck Zingaro, footballeur français.
- 1969 : Josée Chouinard, patineuse artistique québécoise.
- 1971 : Liam Howlett, musicien et disc-jockey anglais.
- 1973 :
  - Sergey Brin, informaticien et homme d'affaires russo-américain cofondateur de Google.
  - Robert Malm, footballeur franco-togolais.
- 1974 : Damien Ferrette, comédien français.
- 1976 : Liezel Huber, joueuse de tennis sud-africaine.
- 1979 : Kelis (Kelis Rogers Caloteira dite), chanteuse américaine.
- 1980 : Amelle Chahbi, comédienne, auteure de théâtre et réalisatrice française.
- 1981 : Nerijus Atajevas, handballeur lituanien.
- 1982 : Coco (Corinne Rey dite), dessinatrice caricaturiste française.
- 1983 : Vincent Mouillard, basketteur français.
- 1984 : Alizée (Alizée Lyonnet dite), chanteuse française.Usain Bolt en 2009
- 1985 :

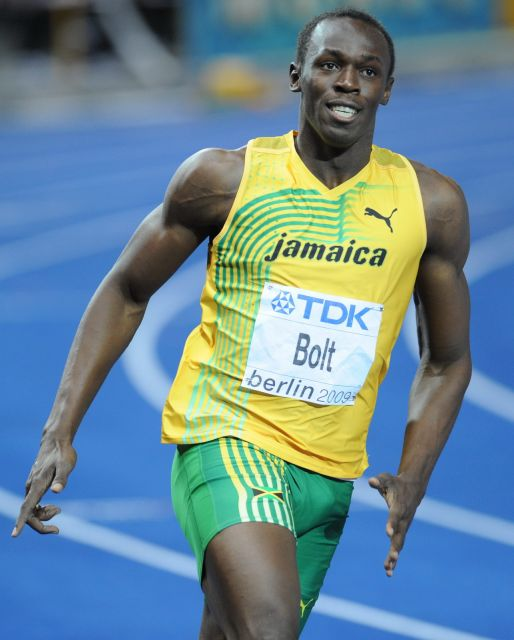
Usain Bolt en 2009

  - Nicolás Almagro, joueur de tennis espagnol.
  - Boladé Apithy, escrimeur français.
  - Roelof Dednam, joueur sud-africain de badminton.
  - Melissa M (Melissa Merchiche dite), chanteuse française.
- 1986 : Usain Bolt, athlète jamaïcain.
- 1987 :
  - Héritier Bahati Chuma, homme politique de la République démocratique du Congo.
  - Cody Kasch, acteur américain.
  - Jodie Meeks, basketteur américain.
- 1988 : Robert Lewandowski, footballeur international polonais.
- 1989 :
  - Robert Knox, acteur britannique († 24 mai 2008).
  - Anita Devi « Annet » Mahendru, actrice afghane-américaine.
  - Hayden Panettiere, actrice américaine.
  - Aleix Vidal, footballeur espagnol.
  - Charlie Westbrook, basketteur américain.
- 1990 :
  - Stanis Bujakera Tshiamala, journaliste congolais.
  - Nina Williams, grimpeuse américaine.
- 1991 : Rina Suzuki, batteuse japonaise.
- 1992 : 
  - Manuel Ano, cadreur sous-marin et plongeur professionnel français.
  - Roy Frank « RJ » Mitte III, acteur américain.

## Décès

### VIIesiècle
- 672 : Kōbun, empereur du Japon (° 648).

### Xesiècle
- 913 : Tang Daoxi (en), général chinois (° inconnue).

### XIIesiècle
- 1131 : Baudouin II, roi de Jérusalem de 1118 à 1131 (° inconnue).
- 1157 : Alphonse VII, roi de León, Castille et Galice (° 1er mars 1105).

### XIIIesiècle
- 1229 : Iwo Odrowąż, prélat polonais (° v. 1160).
- 1271 : Alphonse de Poitiers, prince royal français, frère de saint Louis (° 11 novembre 1220).
- 1293 : Pierre d'Abernon, poète anglo-normand (° inconnue).

### XVIIesiècle
- 1614 : Élisabeth Báthory, comtesse hongroise (° 7 août 1560).
- 1622 : Juan de Tassis y Peralta, comte de Villamediana, poète espagnol (° 1582).

### XVIIIesiècle
- 1799 : Johann Julius Walbaum, médecin et naturaliste allemand (° 30 juin 1724).

### XIXesiècle
- 1814 : Benjamin Thompson, physicien américain (° 26 mars 1753).
- 1836 : Claude Navier, scientifique français (° 10 février 1786).
- 1838 : Adelbert von Chamisso, poète et botaniste allemand (° 30 janvier 1781).

### XXesiècle
- 1935 : John Hartley, joueur de tennis britannique (° 9 janvier 1849).
- 1937 : Élie Halévy, philosophe et historien libéral français, spécialiste du Royaume-Uni (° 6 septembre 1870).
- 1940 : 
  - Léon Trotski (Лев Троцкий), homme politique et révolutionnaire soviétique (° 7 novembre 1879).
  - Hellmuth Volkmann, général allemand (° 28 février 1889).
- 1943 : Henrik Pontoppidan, écrivain danois, prix Nobel de littérature 1917 (° 24 juillet 1857).
- 1944 : Sarkis Bedikian, résistant arménien mort pour la France (° 1908)
- 1947 : Ettore Bugatti, industriel italien (Bugatti) (° 15 septembre 1881).
- 1957 : Nels Stewart, joueur de hockey sur glace canadien (° 29 décembre 1902).
- 1958 : Domingo Dominguín (Domingo González Mateos dit), matador espagnol (° 4 août 1895).
- 1968 : Germaine Guèvremont, romancière québécoise (° 16 avril 1893).
- 1983 : Benigno Aquino, Jr., homme politique philippin (° 27 novembre 1932).
- 1991 :
  - Costanzo Waldemaro Figlinesi, peintre italien (° 1912).
  - Oswald von Nell-Breuning, théologien allemand (° 8 mars 1890).
- 1995 : Subrahmanyan Chandrasekhar, astrophysicien indien, prix Nobel de physique en 1983 (° 19 octobre 1910).
- 1997 : Youri Nikouline (Ю́рий Влади́мирович Нику́лин), clown et acteur russe (° 18 décembre 1921).
- 1999 : Leo Castelli, marchand d'art et galeriste américain (° 4 septembre 1907).

### XXIesiècle
- 2004 : Xavier de La Chevalerie, diplomate français (° 28 janvier 1920).
- 2005 :
  - Zbigniew Dłubak, peintre et photographe polonais (° 26 avril 1921).
  - Robert Moog, ingénieur électronicien américain (° 23 mai 1934).
  - Dahlia Ravikovitch (דליה רביקוביץ'), poète et traductrice israélienne (° 27 novembre 1936).
  - Marcus Schmuck, alpiniste autrichien (° 18 avril 1925).
- 2006 :
  - Bismillah Khan (बिस्मिल्ला ख़ाँ), musicien indien (° 21 mars 1913).
  - Paul Fentener van Vlissingen, homme d'affaires et philanthrope néerlandais (° 21 mars 1941).
  - S. Yizhar (Yizhar Smilansky / יזהר סמילנסקי dit), écrivain et homme politique israélien (° 27 septembre 1916).
- 2007 :
  - Caroline Aigle, militaire française (° 12 septembre 1974).
  - Siobhan Dowd, auteur britannique (° 4 février 1960).
  - Haley Paige, actrice pornographique mexicano-américaine (° 30 décembre 1981).
- 2008 :
  - Daniel Charles, musicien, musicologue et philosophe français (° 27 novembre 1935).
  - Lee Eon / 이언 (Park Sang-min dit), acteur sud-coréen (° 5 février 1981).
  - Jerry Finn, producteur de musique américain (° 31 mars 1969).
- 2010 :
  - Rodolfo Fogwill, sociologue et romancier argentin (° 15 juillet 1941).
  - Melody Gersbach, miss Philippines 2009 (° 18 novembre 1985).
- 2012 :
  - Georg Leber, homme politique allemand (° 27 juin 1926).
  - Don Raleigh, joueur professionnel canadien de hockey sur glace (° 27 juin 1926).
  - Guy Spitaels, homme politique belge, président du Parti socialiste européen de 1989 à 1992, du Parti socialiste belge de 1981 à 1992 et de la région wallonne de 1992 à 1994 (° 3 septembre 1931).
  - William Thurston, mathématicien américain (° 30 octobre 1946).
- 2013 :
  - Sid Bernstein, producteur de musique et promoteur musical américain (° 12 août 1918).
  - Rodolfo Cardoso, joueur d'échecs philippin (° 25 décembre 1937).
  - Charles Gordon Fullerton, pilote d'essai et astronaute américain (° 11 octobre 1936).
  - Fred Martin, footballeur écossais (° 13 mai 1929)
- 2014 :
  - Raed al Atar (رائد العطار), commandant de la compagnie de Rafah du Hamas et membre du haut conseil militaire du Hamas (° 1974).
  - Steven Ray Nagel, astronaute américain (° 27 octobre 1946).
  - Albert Reynolds, homme politique irlandais, premier ministre de 1992 à 1994 (° 3 novembre 1932).
- 2015 :
  - Wang Dongxing, militaire chinois (° 1er janvier 1916).
  - Anna Kashfi, actrice britannique (° 30 septembre 1934).
  - Yves La Prairie, écrivain français (° 19 mars 1923).
  - Martine de Rougemont, historienne franco-suisse (° 8 mars 1940).
- 2017 : 
  - Réjean Ducharme, écrivain, dramaturge et scénariste québécois (° 12 août 1941).
  - Dolorès Laga, danseuse belge (° 4 octobre 1913).
  - Thomas Meehan, scénariste et acteur américain (° 14 août 1929).
  - Christian Paul, joueur de rugby à XV français (° 2 juillet 1950).
  - Michel Plessix, dessinateur français (° 10 novembre 1959).
  - Bajram Rexhepi, homme d'État kosovar (° 3 juin 1954).
- 2018 : 
  - Barbara Harris, actrice américaine (° 25 juillet 1935).
  - Vesna Krmpotić, écrivaine et traductrice croate (° 17 juin 1932).
  - Hanna Mineh, romancier syrien (° 9 mars 1924).
  - Stefán Karl Stefánsson, acteur islandais (° 10 juillet 1975).
  - John van Reenen, athlète de lancer de disque sud-africain (° 26 mars 1947).
  - Villano III, catcheur mexicain (° 23 mars 1952).
  - Vincino, dessinateur et journaliste italien (° 30 mai 1946).
- 2020 : François Joxe, acteur, metteur en scène, auteur de théâtre et artiste peintre français (° 29 juin 1940).
- 2021 : 
  - Don Everly, aîné et dernier survivant du duo musical de frères américains the Everly Brothers (° 1er février 1937).
  - Connie Hamzy (° 9 janvier 1955).
  - Karolina Kaczorowska (° 26 septembre 1930).
  - Marie Kinsky von Wchinitz und Tettau, princesse consort de Liechtenstein (° 14 avril 1940).
  - Gabriel Kyungu wa Kumwanza (° 24 octobre 1938).
  - Jean Orchampt, évêque émérite d'Angers (° 9 décembre 1923).
  - Nicoletta Orsomando, speakerine italienne de 1953 à 1993 (° 11 janvier 1929).

## Célébrations

### Internationale
- Nations unies : journée internationale du souvenir et d'hommage aux victimes du terrorisme, adoptée par l'ONU le 27 octobre 2017[5].

### Nationales
- Maroc : fête de la jeunesse[6] au lendemain d'une autre fête nationale.
- Philippines : fête de Ninoy Aquino[7] commémorant l'assassinat en 1983 du sénateur Benigno Aquino, Jr. opposant du dictateur Ferdinand Marcos et époux de Corazon Aquino elles-mêmes décédées depuis.

### Religieuses
- Fêtes religieuses romaines : Consualia en l'honneur du dieu Consus.
- Christianisme : station au Golgotha avec mémoire du patriarche Abraham dans le lectionnaire de Jérusalem ; lecture de : Gn. 15, 1-18 ; Ro. 4, 1-12 ; Jn 8 (31-59 ?) (ou Mt. 22, 23-32) qui parlent de la descendance d’Abraham fêté plus majeurement les 9 octobre.

### Saints des Églises chrétiennes

#### Saints catholiques et orthodoxes
du jour, :
- Agathonique de Nicomédie (IVe siècle), martyr.
- Albéric d'Utrecht († 784), évêque.
- Avit de Clermont (IVe siècle), évêque de Clermont
- Bassa d'Édessa (IVe siècle), martyre.
- Christophe (IIIe siècle), martyr en Lycie qui, selon la légende associée, aurait porté le Christ sur ses épaules et dos (Christo-phoros en grec, c.à.d. porteur du Christ) aux bords d'un fleuve ; fêté le 9 mai en Orient et le 21 août en Occident.
- Cyriaque (IIIe siècle), martyre.
- Euprépius de Vérone (IIIe siècle), évêque.
- Léonce l'ancien († v. 541), Archevêque de Bordeaux.
- Luxorius de Sardaigne (IVe siècle), Martyr.
- Maximien († 363), martyr à Antioche.
- Paterne d'Egypte (IIIe ou IVe siècle), Martyr.
- Privat de Mende († 257), évêque des Gabales et martyr à Mende.
- Quadratus d'Utique (IIIe siècle), évêque martyr.
- Sidoine Apollinaire († 486), évêque de Clermont et écrivain.

#### Saints et bienheureux catholiques
du jour :
- Ahmed de Valence († 1180), moine cistercien et ses sœurs saintes Zaïda et Zoraïda, convertis de l’islam au christianisme et martyrisés à Valence.
- Bruno Zembol († 1942), Franciscain polonais bienheureux mort à Dachau
- Joseph Dang Dinh (Niên) Viên († 1838), Prêtre martyr du Vietnam.
- Ladislas Findysz († 1964), Prêtre polonais - martyr et bienheureux.
- Noémi(e) / Naomi (נָעֳמִי, Noʻomi en hébreu, y signifiant "douceur", de Buck (?) / Booz / Boaz, ayant vécu vers le XIe voire le XIIe siècle av. J.-C.), femme juive du Livre de Ruth de l'Ancien Testament biblique commun à juifs et chrétiens, belle-mère de Ruth remariée avec Booz sur son conseil, arrière-arrière-grand-mère du roi David (Ruth 4. 22 dans ce livre préalable à ceux de (Saint-)Samuel des Xe et IXe siècles av. J.-C. honoré la veille 20 août par l'Église catholique, dans son ordre canonique de compilation), fêtable aussi les 24 décembre[10].
- Notre-Dame de Knock, célébrée en Irlande comme « reine d'Irlande », et en mémoire de l'apparition mariale de Knock[11],[2].
- Raymond Peiro Victori († 1936), prêtre et martyr de la guerre civile espagnole.
- Sauveur Estrugo Solvès († 1936), prêtre et martyr de la guerre civile espagnole.
- Victoire Rasoamanarivo († 25 août 1894 ), laïc malgache.

#### Saints orthodoxes
- Abraham de Smolensk (+ 1222), Moine et ascète.

## Traditions et superstitions

### Dictons
- « À la saint-Privat, la noisette est dans les bolats [fossés]. »[12]

### Astrologie
- Signe du zodiaque : trentième et avant-dernier jour du signe astrologique du lion.

## Toponymie
- Les noms de plusieurs voies, places, sites ou édifices de pays ou provinces francophones contiennent cette date sous différentes graphies éventuelles : voir Vingt-et-Un-Août .